# Peter Riley
Peter Riley, né en 1940 est un poète, essayiste et éditeur anglais.

## Éléments biographiques
Né en 1940 à Stockport, près de Manchester, il est l'un des poètes de Cambridge, mouvement littéraire associé à J. H. Prynne (en) et reconnu pour son influence novatrice dans la poésie au Royaume-Uni dans les années 1960 et 1970. Il est l'auteur de plus de dix recueils de poésie. Peter Riley fut dans les années 1960 l'un des principaux contributeurs  de The English Intelligencer (en), un magazine consacré à la poésie et à la littérature. Il est également le rédacteur en chef de la rubrique poésie de la revue Fortnightly Review et le récipiendaire du prix Cholmondeley en 2012.

## Œuvres

### Œuvres traduites en français
- Noon Province et autres poèmes (Atelier La Feugraie, 1996), traduit de l'anglais par Lorand Gaspar, Sarah Clair et Claire Malroux [3]
- Hommage à Loránd Gáspár, traduit par Amine Mouaffak, ARPA, n°139, février 2023, p. 17-19[4]

### Œuvres en anglais
- Love-Strife Machine (Ferry Press, 1969)
- The Linear Journal (Grosseteste Press, 1973)
- Strange Family: 12 Songs (Burning Deck, Providence, 1973)
- Preparations: 26 Commentaries (Curiously Strong, 1979)
- Lines on the Liver (Ferry Press, 1981)
- Tracks and Mineshafts (Grosseteste Press, 1983)
- Noon Province (Poetical Histories, Cambridge, 1989)
- Distant Points: Excavations Part One, Books One and Two (Reality Street Editions, 1995)
- Snow has Settled ... Bury Me Here (Shearsman Books, 1997)
- Passing Measures, Selected poems 1966–1996 (Carcanet, 2000)
- Messenger Street (Poetical Histories, 2001) note: this is a pamphlet containing four elegies for the poet Douglas Oliver
- The Dance at Mociu (Shearsman, 2003)
- Alstonefield: a poem (Carcanet, 2003)
- The Day's Final Balance: uncollected writings 1965–2006 (Shearsman, 2007)
- The Llyn Writings (Shearsman, 2007)
- Greek Passages (Shearsman, 2009)
- The Derbyshire Poems (Shearsman, 2010) note: this is a one-volume reissue of Tracks and Mineshafts and Lines on the Liver with additional material
- The Glacial Stairway (Carcanet, 2011)[5]
- XIV PIECES (Longbarrow Press, 2012)
- The Ascent of Kinder Scout (Longbarrow Press, 2014)
- Due North (Shearsman, 2015)[6]
- The Fortnightly Reviews: Poetry Notes 2012-2014 (Odd Volumes, 2015)
- Collected Poems, Vols I & II (Shearsman, 2018)
- Truth, Justice, and the Companionship of Owls (Longbarrow Press, 2019)